# Commissie Waterbeheer 21e Eeuw

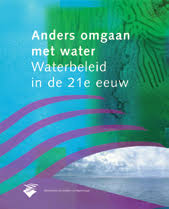
Omslag eindrapport

De Commissie Waterbeheer 21e eeuw was een commissie onder voorzitterschap van Frans Tielrooij met als opdracht om de regering te adviseren over de wenselijke aanpassingen in de waterhuishoudkundige inrichting van Nederland, met aandacht voor de gevolgen van klimaatverandering, zeespiegelstijging en bodemdaling. De commissie bracht in het jaar 2000 een advies uit dat grotendeels werd opgevolgd.

## Adviezen
In het eindrapport komt de commissie tot de conclusie dat het watersysteem in 2000 niet op orde was, en dat geen rekening gehouden werd met de verwachte klimaatveranderingen. In het verleden was de nadruk bij de inrichting van het watersysteem vooral gericht op het snel afvoeren van water. Dit veroorzaakt knelpunten bij de afvoer (de grote vereiste piekcapaciteit van uitwateringssluizen en gemalen) maar ook (ecologische) problemen in het brongebied (met name verdroging).  Op grond hiervan kwam de commissie met onder andere de volgende aanbevelingen:
- Niet afwentelen op andere watersystemen: Waterproblemen dienen opgelost te worden binnen het eigen watersysteem, beheerders mogen niet een overmaat aan water zonder meer lozen in andere watersystemen.
- Vasthouden - Bergen - Afvoeren: De drietrapsstrategie vasthouden - bergen - en dan pas afvoeren dient in alle overheidsplannen als verplicht afwegingsprincipe gehanteerd te worden en object van bestuurlijke en bestuursrechtelijke toetsing te zijn.
- Ruimte voor Water: Er moet meer ruimte voor water gecreëerd worden om het mogelijk te maken om water lokaal vast te houden en te bergen.
- Watertoets: Er moet een watertoets komen die wordt verplicht bij besluitvorming over locatiebesluiten. De kwalitatieve en kwantitatieve gevolgen voor het watersysteem moeten worden onderzocht en compensatiemaatregelen moeten worden getroffen. Waterschappen moeten hierover verplicht worden gehoord.
- Tijdelijke waterberging: Er moet ruimte gereserveerd worden voor tijdelijke waterberging, om overtollig water (bijv. na een hevige regenbui) tijdelijk in het eigen watersysteem te bergen.
- Stroomgebiedbenadering: Het waterbeleid wordt gebaseerd op de stroomgebiedbenadering. Internationale en regionale stroomgebieden worden aangewezen en stroomgebiedprogramma's worden ontwikkeld.
- Normen: Per regionaal stroomgebied worden normen vastgesteld voor kansen van onderlopen en wateroverast. De provincie stelt deze normen per stroomgebied vast. De bestaande veiligheidsnormen voor de grote rivieren en de kust zijn verouderd. Dit laatste advies is verder uitgewerkt door de tweede Deltacommissie
- Verzekering: Het huidige regiem van schadevergoeding door de rijksoverheid wordt vervangen door een verzekeringsstelsel voor schade door regenval en mogelijk ook voor schade door overstroming van boezems. Schade door overstroming van primaire waterkeringen blijft voor rekening van de rijksoverheid.

## Implementatie
De meeste adviezen van de commissie zijn in de twee decennia na uitkomen van de nota gerealiseerd. Alleen het voorstel voor een ander verzekeringsstelsel is (in 2018) nog niet gerealiseerd.
Het advies om ruimte te geven voor water wordt zowel op kleine schaal (niveau van waterschappen en gemeenten) als op rijksniveau uitgevoerd. Het programma Ruimte voor de Rivier is hier een voorbeeld van.
De watertoets is inmiddels wettelijk verplicht. In alle stroomgebieden is een eis gesteld aan het minimum aan open water.
Er zijn tijdelijke bergingsgebieden ingericht. Een voorbeeld van dit laatste is de Overdiepse Polder in de provincie Noord-Brabant.
Ook de drietrapsstrategie vasthouden - bergen - afvoeren is algemeen beleid geworden. Een voorbeeld van de aanpak op kleine schaal is de waterberging Harselaar in de gemeente Barneveld en de polder Eijerland op Texel. Op grotere schaal bewerkte men volledige stroomgebieden, zoals dat van het 120 kilometer lange riviertje de Dommel.

Als er verstening (uitbreiding van het verhard oppervlak) optreedt, moet geprobeerd worden extra infiltratie mogelijk te maken. Indien een versnelde afvoer niet voorkomen kan worden door infiltratie, dan is compensatie mogelijk door extra waterberging in het  oppervlaktewatersysteem aan te leggen. Als vuistregel geldt dat 15% van de toename van het verharde oppervlak moet worden gecompenseerd in open water. Dit kan op wijkniveau gerealiseerd worden, zie bijvoorbeeld de nota van de uitbreiding in de wijk Panoven in IJsselstein
.